# Javier Moreno Sánchez (futbolista)
Javier Moreno Sánchez (n. Almería, 20 de junio de 1997) más conocido como Javi Moreno es un futbolista español que juega en la demarcación de extremo izquierdo para el Hércules C. F. de la Primera Federación .

## Trayectoria
Nacido en Almería, es un jugador formado en la cantera de la UD Almería, con el que llegó a formar parte de la plantilla del Juvenil A durante la temporada 2015-16. Su buen papel en División de Honor le valió para tener sus primeros minutos en la Segunda División B de España con el filial andaluz.
En la temporada 2016-17, formaría parte las filas del Almería B, que en esos momentos competía en el grupo IX de Tercera División y con el que consiguió el ascenso a la Segunda División B de España. 
En la temporada 2018-19, jugaría en el grupo IV disputando 34 encuentros y siendo titular en 32 de los mismos.
En la temporada 2019-20, firma como jugador del UCAM Murcia CF de la Segunda División B de España, con el hizo 4 goles en su primer año como universitario, disputando un total de 1.086 minutos.
En la temporada 2020-21, disputaría 26 partidos (8 como titular) con un balance de 867 minutos disputados.
El 25 de junio de 2021, firma con el ŁKS Łódź de la I Liga de Polonia por tres temporadas.
El 6 de enero de 2023, regresa al UCAM Murcia CF para jugar en la Segunda Federación.
En la temporada 2023-24, firma por el Atlético Baleares de la Primera Federación.
El 28 de diciembre de 2023, firma por el Hércules C. F. de la Segunda Federación.

## Clubes
| Club                      | País    | Año               |
| ------------------------- | ------- | ----------------- |
| Unión Deportiva Almería B | España  | 2016-2019         |
| UCAM Murcia CF            | España  | 2019-2021         |
| ŁKS Łódź                  | Polonia | 2021-2022         |
| UCAM Murcia CF            | España  | 2023              |
| Atlético Baleares         | España  | 2023              |
| Hércules C. F.            | España  | 2024 - Actualidad |